# U.S. Alessandria Calcio 1912
Unione Sportiva Alessandria Calcio 1912, thường được gọi là Alessandria, là một câu lạc bộ bóng đá Ý có trụ sở tại Alessandria, Piedmont.

## Lịch sử

### Tóm tắt lịch sử
Được thành lập vào năm 1912, Alessandria trải qua 13 mùa giải ở Serie A trong khoảng thời gian từ 1929 đến 1960 và 21 tại Serie B (cuối năm 1975); đội cũng lọt vào trận chung kết Coppa Italia vào năm 1936. Thời kỳ thành công nhất trong lịch sử của đội là giữa Thế chiến I và Thế chiến II, khi đó, với Novara, Pro Vercelli và Casale, một phần của cái gọi là Quadrilatero Piemontese (" Tứ giác Piemonte "), đã tạo nên sự các cầu thủ tuyệt vời và đạt được danh hiệu quan trọng.
Một trong những cầu thủ nổi tiếng nhất từng mặc chiếc áo màu xám đặc trưng của đội là Gianni Rivera, người đoạt giải Cầu thủ xuất sắc nhất châu Âu năm 1969; Ngoài ra, các nhà vô địch thế giới Luigi Bertolini, Felice Borel, Giovanni Ferrari và Pietro Rava, và những cầu thủ bóng đá nổi tiếng như Carlo Carcano và Adolfo Baloncieri đã chơi cho Alessandria. Với việc thăng hạng vào năm 2009 tại Lega Pro Prima Divisione, đội cuối cùng đã để lại một thời kỳ rắc rối tài chính, với những vấn đề nội bộ khiến câu lạc bộ phá sản vào năm 2003.

### Từ 1912 đến hôm nay

#### Các đội bóng đầu tiên ở Alessandria và sự ra đời củaCâu lạc bộ bóng đá

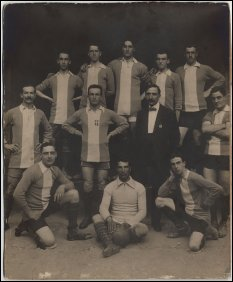
Một bức ảnh đầu của FBC Alessandria

Bóng đá đến Alessandria vào cuối thế kỷ 19; có những báo cáo liên quan đến một trận đấu trong đó một đội Alessandria đã thi đấu với một đội từ Genova. Năm 1896, Unione Pro Sport Alessandria được thành lập, tiếp theo là các đội bóng đá của câu lạc bộ thể thao Forza e Concordia, mặc áo sơ mi màu xám đậm và Forza e Coraggio, với áo màu xám ngọc trai. Unione Pro Sport đã tham gia một số trận giao hữu với các đội có trụ sở tại Torino và Genoa từ năm 1897 đến 1898; vào năm 1897, đội đã giành được chiếc cúp bóng đá tại Cuộc thi Thể dục Quốc gia ở Genoa. Vào ngày 15 tháng 3 năm 1898, đội đã được mời tham gia thành phần của FIF, sau đó đã tham gia vòng lòng giải vô địch chính thức đầu tiên  , và ủng hộ FBC Torinese và Genoa CFC tại giải đấu đó, tuy nhiên đội ưa thích rời khỏi và tiếp tục tham gia các giải đấu do FGNI tổ chức.
Năm 1908, các thành viên Forza và Coraggio quyết định thành lập một đội cuối cùng có thể tranh chấp Giải vô địch Ý.    Nó xảy ra vào ngày 18 tháng 2 năm 1912  với sự thành lập Câu lạc bộ bóng đá Alessandria của Enrico Badò, Amilcare Savojardo và Alfredo Ratti, người được bầu làm giám đốc (chủ tịch) đầu tiên. Những chiếc áo đầu tiên, được mua từ Vigor Torino, có màu xanh lam, với một sọc trắng lớn ở giữa. Đội được nhận vào Promozione (giải hạng hai) cho mùa 1912-13, ngay lập tức được thăng hạng sau trận đấu quyết định với Vigor Torino ở Novara, trong đó tỷ số là 3-0. Trong cùng năm đó, doanh nhân Giovanni Maino đã cung cấp mười một chiếc áo màu xám, tương tự như những chiếc được mặc bởi đội đua xe đạp nổi tiếng của ông, cho Alessandria FBC.

#### Giải vô địch quốc gia đầu tiên và sau chiến tranh
Năm 1913, đội tuyển chiêu mộ cầu thủ người Anh - huấn luyện viên George Arthur Smith, xuất thân từ hàng ngũ của Genoa; ông đã chứng tỏ là một giáo viên bóng đá tuyệt vời và nhờ có ông, những cầu thủ tài năng như Adolfo Baloncieri và Carlo Carcano, vào những năm 1930, đã huấn luyện Juventus FC trong giai đoạn " Qu vayennio d'Oro " và trở thành  Cầu thủ bóng đá Alessandria mặc áo đội tuyển bóng đá quốc gia vào ngày 31 tháng 1 năm 1915. Đội bóng sớm bùng nổ vào những năm 1920. Ngay trong mùa giải 1914, đội bóng xám ở Piedmont đã thi đấu rất tốt, chỉ thiếu hai điểm khi được vào vòng chung kết.
Sau Thế chiến I, Alessandria FBC tiếp tục cải thiện màn trình diễn của mình: ở mùa giải 1919-20, CLB đã thắng trong vòng loại trừ và sau đó thua Genoa ở bán kết. Vào tháng 11 năm 1920, FBC sáp nhập với một đội Alessandria khác, US Alessandria, được thành lập vào năm 1915, giữ chiếc áo màu xám và đổi tên thành Alessandria US. Vào cuối mùa giải 1920-21, câu lạc bộ đã được nhận vào bán kết giải vô địch Bắc Ý sau trận đấu ở Milan với Modena FC. Vào ngày 10 tháng 7 năm 1921, Alessandria US mất cơ hội lọt vào trận chung kết miền Bắc nước Ý, thua US Pro Vercelli trong trận đấu bạo lực do Alessandria tranh cãi gay gắt: họ chọn rút lui để phản đối chỉ sau một giờ chơi (0 -4), sau một chấn thương nghiêm trọng xảy ra ở đầu cầu thủ Carcano.
Trong những năm sau đó, Alessandria US tiếp tục thể hiện những màn trình diễn xuất sắc, nhưng chưa bao giờ thành công khi giành chức vô địch, vì giải đấu được thống trị bởi Pro Vercelli và Genoa, từ các đội Bologna CFC và Turinese.

#### Cúp CONI, chức vô địch đã mất và các giải đấu Serie A
Vào năm 1927, sau một mùa giải đáng thất vọng, sau đó sự cứu rỗi từ sự xuống hạng ở Phân khu I chỉ đến sau một loạt trận đấu với Pisa, Legnano và Novara, đã giành được chiếc cúp đầu tiên: Coppa CONI, đã giành chiến thắng sau trận chung kết đôi với Casale (1-1 ở Casale Monferrato và 2-1 ở Alexandria ). Ở vòng đầu tiên, Alessandria, được huấn luyện bởi Carlo Carcano, đã đánh bại Livorno, Andrea Doria, Brescia, Alba Rome và Napoli. Cuối năm đó, công trình cho sân vận động mới bắt đầu. Các cầu thủ của Alessandria vào thời điểm đó là Giovanni Ferrari, Luigi Bertolini và Adolfo Baloncieri, vào mùa hè năm 1927 đã ký hợp đồng với Torino FC.
Năm 1928, Alessandria đã tiến gần tới chức vô địch; Sau khi đủ điều kiện cho vòng chung kết tám đội, họ bắt đầu chiến đấu cho danh hiệu chống lại Torino của Baloncieri. Đó là một thất bại nặng nề, bất ngờ tại Casale đã xóa tan giấc mơ của đội Carcano, vì nó không đủ để đánh bại Torino trong trận đấu trực tiếp để giành chức vô địch. Thủ môn Curti của Alessandria, bị nghi ngờ bởi hầu hết các hoạt động bất hợp pháp, đã sớm bị trục xuất. Hơn nữa, các nhà chức trách, đã mất uy tín nặng nề sau "Vụ án Allemandi ", cho rằng không cần thiết phải điều tra thêm về trận đấu.
Vào cuối mùa giải 1928-1929, Alessandria được nhận vào phiên bản đầu tiên của giải đấu Serie A (1929-30, vị trí thứ 6) và cuối cùng đã khánh thành sân vận động mới. Đầu những năm 1930, một số cầu thủ rời câu lạc bộ, vẫn gắn liền với nghiệp dư, để di cư đến các trung tâm lớn; Carcano, Ferrari và Bertolini đã ký hợp đồng với Juventus và Allesandria đã mất rất nhiều tài năng, không giành được bất cứ thứ gì ngoài các vị trí hạng trung.
Năm 1936, đội, sau khi đánh bại Cremonese, Modena, Lazio và Milan, đã tham gia trận chung kết Coppa Italia, chơi ở Genoa vào ngày 11 tháng 6 và thua Torino (1-5). Vào mùa hè năm 1936 SS Lazio, đội đang cố gắng thành lập một đội bóng có thể giành chức vô địch, đã cung cấp cho đội bóng số tiền đáng kể 400.000 lire của Ý cho ba tiền vệ đầy triển vọng Busani, Riccardi và Milano: nhà quản lý Alessandria đã đồng ý, nhưng đội không còn như mong đợi và lần đầu tiên gục ngã ở Serie B vào cuối mùa 1936.

#### 1937-1956: trở lại ở Serie A và chức vô địch Serie C đầu tiên
Mùa giải Serie B đầu tiên đã kết thúc với một sự thất vọng mới đối với Alessandria, sau khi dẫn đầu trong phần lớn giải đấu, đã gục ngã trong những trận đấu cuối cùng, chịu thất bại từ Modena và Novara. Trong những năm sau đó, Alessandria không thể chiến đấu hiệu quả để thăng hạng; vào năm 1943, các giải vô địch đã bị đình chỉ do sự bùng nổ của Thế chiến II. Trong mùa giải 1945-46 Alessandria, dẫn đầu bởi huấn luyện viên Renato Cattaneo và Mario Sperone đã có được sự trở lại ở Serie A. Đội vẫn ở Serie A trong hai mùa và vào ngày 2 tháng 5 năm 1948, câu lạc bộ chịu thất bại nặng nề nhất từ trước đến nay của đội bóng ở Serie Ý với trận thua lịch sử, thua 0-10 trước Torino FC  Khi kết thúc mùa giải đó, họ trở lại Serie B.
Vào những năm 1940, Alessandria là chủ đề của một sự cố gây tò mò khi trước trận đấu với Venezia, trọng tài đã ra lệnh cho Alessandria thay đổi đồng phục bởi vì, theo quan điểm của anh, chiếc áo màu xám không thể phân biệt được với màu đen của đối thủ. Sau trận đấu, FIGC yêu cầu trọng tài viên trải qua kiểm tra mắt, trong đó xác định rằng anh ta bị mù màu: một bài kiểm tra sau đó trở thành bắt buộc đối với tất cả các trọng tài. Cũng trong những năm đó, câu lạc bộ đã ra mắt tài năng trẻ Gino Armano.
Vào cuối những năm 1940 và đầu những năm 1950, Alessandria xen kẽ những năm Serie B đến mùa giải đầu tiên ở Serie C, sau sự xuống hạng đáng tiếc của năm 1950.

#### Mùa cuối ở Serie A và suy giảm
Vài tháng sau khi bắt đầu nhiệm kỳ chủ tịch của gia đình Sacco, Alessandria trở lại Serie A. Chuyện xảy ra vào cuối mùa giải 1956-57, sau khi thành công sự đội trở lại gặp Catania và sau đó đánh bại Brescia trong hiệp phụ ở vòng loại. Nếu trong những thập kỷ đầu tiên tồn tại, câu lạc bộ đã tìm thấy lực lượng mạnh mẽ về phía trước, thì giai đoạn này đã chứng tỏ là một đội bóng viên xuất sắc của cái gọi là catenaccio. Năm 1959, một Gianni Rivera trẻ tuổi ra mắt ở Serie A. Cũng trong năm đó, Alessandria đã chơi trận đầu tiên trong một cuộc thi quốc tế, đối mặt với Velež Mostar ở Mitropa Cup.
Khoảng thời gian hạnh phúc này cho câu lạc bộ Alessandria đã kết thúc sau khi xuống hạng 1959. Vào những năm 1960, họ đã tham gia Serie C và đầu những năm 1970 đã thất bại nhiều lần khi được thăng hạng lên Serie B. Năm 1973, câu lạc bộ đã giành được phiên bản đầu tiên của Coppa Italia Serie C, đánh bại Avellino trong trận đấu cuối cùng. Vào cuối giải vô địch năm 1973-74, câu lạc bộ được thăng hạng lên Serie B; mùa giải đó đã kết thúc một cách điên cuồng, với việc HLV Dino Ballacci bị sa thải và sự từ chức của chủ tịch Sacco sau đó, bị tranh cãi bởi những người ủng hộ.

#### Serie C năm và 2003 phá sản
Năm 1975, sau khi thua một trận playoff xuống hạng với Reggiana, Alessandria trở lại Serie C. Kể từ thời điểm đó, họ đã trở thành một đội cố định trong giải đó trong gần ba mươi năm. Trong mùa giải 1986-1987 câu lạc bộ gặp khó khăn về kinh tế sau khi gia đình Calleri từ bỏ, đội được duy trì trong một thời gian bởi Chủ tịch Massese  Bertoneri, người đang lên kế hoạch để mở rộng lợi ích của mình trong câu lạc bộ (ông đã cố gắng để đàm phán với các nhà lãnh đạo của Prato và Carrarese): trong tình huống kịch tính đó, Alessandria lần đầu tiên xuống hạng ở các hạng mục khu vực, mặc dù họ đã tiến bộ vào mùa hè năm 1987, trước khi thua Montebelluna.
Cũng trong năm đó, người đứng đầu Alessandria trở thành người sáng lập AGV Gino Amisano, người đứng đầu câu lạc bộ trong gần mười lăm năm; trong giai đoạn này, đội đã đạt được hai lần thăng hạng tại Serie C1 (vào năm 1988-89 và 1990-91) và nhận được sự hỗ trợ kinh tế từ công ty quần áo Kappa. Ở Serie C1, câu lạc bộ thu được kết quả tốt, nhưng không bao giờ được thăng hạng; Năm 1998, sau một mùa giải khó khăn, Alessandria lại gục ngã trước Serie C2, bị đánh bại trong trận playoff xuống hạng trước Pistoiese.
Sau mùa giải 1999-2000, hy vọng thăng hạng giảm xuống vào năm sau, do hiệu suất giảm. Vài năm tiếp theo đặc biệt hỗn loạn cho câu lạc bộ khi gia đình Spinelli phải vật lộn với tài chính của họ. Alessandria bị rớt xuống giải đấu nghiệp dư và câu lạc bộ bị tuyên bố phá sản năm 2003.

#### Sự trở lại trong Lega Pro
Bất chấp sự phản đối mạnh mẽ của những người ủng hộ Alessandria, một câu lạc bộ mới có tên Nuova Alessandria được thành lập; nó đã tham gia giải vô địch Eccellenza. Năm 2004, một tập đoàn gồm các doanh nhân địa phương đã mua thương hiệu ban đầu.
Kể từ mùa giải 2009-10, câu lạc bộ đã tham gia giải vô địch Lega Pro Prima Divisione. Vào mùa hè năm 2011, Corte di Giustizia Federale của FIGC (Tòa án Công lý của Hiệp hội bóng đá Ý) đã xuống hạng Lega Pro Seconda Divisione khi cựu chủ tịch Giogio Veltroni bị kết tội vì vụ bê bối cá cược. Alessandria cuối cùng đã hoàn thành Seconda Divisione ở vị trí thứ 3 và đủ điều kiện để tham gia Divisione Unica cho mùa giải 2014-15.
Alessandria đánh bại Genoa trong 2015-16 Coppa Italia để trở thành đội bóng đầu tiên ở giải hạng ba để đạt được vòng tứ kết của cúp kể từ Bari trong 1983-1984. Sau đó, họ đánh bại Spezia 2-1 để vào bán kết với AC Milan. Họ thua AC Milan: 6-0 chung cuộc.

## Sân vận động

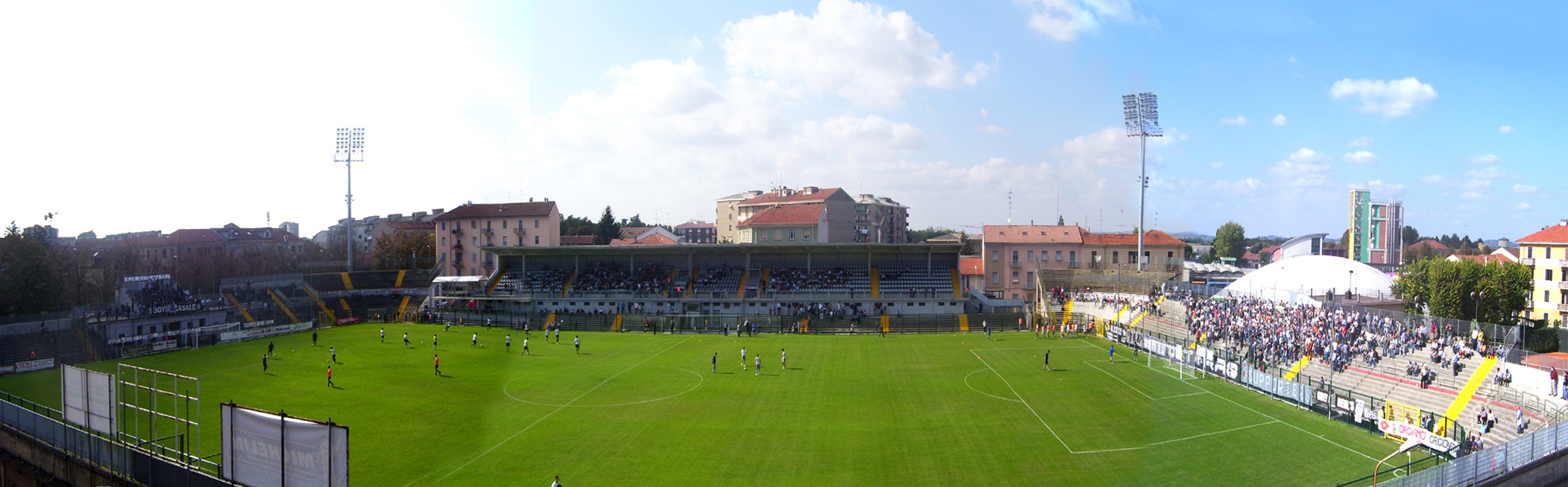
Sân vận động "Giuseppe Moccagatta" ngày nay.

"Stadio Giuseppe Moccagatta" được xây dựng vào năm 1929 và nó có thể chứa 6000 khán giả. Đây là một sân vận động đa dụng, tuy nhiên nó chủ yếu được sử dụng cho các trận bóng đá. Sân vận động thuộc sở hữu của đô thị Alessandria. Nó có một sân cỏ có kích thước 105 x 68,4 mét. Trong quá khứ sân vận động đã chứa hơn 25.000 khán giả.